# لويد ثورستون
لويد ثورستون هو محامي وسياسي أمريكي، ولد في 27 مارس 1880 في أوسيولا في الولايات المتحدة، وتوفي في 7 مايو 1970 في دي موين في الولايات المتحدة. نشط حزبياً في الحزب الجمهوري. وقد انتخب عضو مجلس ولاية آيوا ‏ وانتخب عضو مجلس النواب الأمريكي ‏.